# 83e méridien est
En géographie, le 83e méridien est est le méridien joignant les points de la surface de la Terre dont la longitude est égale à 83° est.

## Géographie

### Dimensions
Comme tous les autres méridiens, la longueur du 83e méridien correspond à une demi-circonférence terrestre, soit 20 003,932 km. Au niveau de l'équateur, il est distant du méridien de Greenwich de 9 239 km,.
Avec le 97e méridien ouest, il forme un grand cercle passant par les pôles géographiques terrestres.

### Régions traversées
En commençant par le pôle Nord et descendant vers le sud au pôle Sud, Le 83e méridien est passe à travers:
| Coordonnées          | Pays, territoire ou mer | Notes |
| -------------------- | ----------------------- | --- |
| 90° 00′ N, 83° 00′ E | Océan Arctique          | |
| 81° 08′ N, 83° 00′ E | Mer de Kara             | Passe juste à l'est de Île de la Solitude (à 77° 28′ N, 82° 40′ E) |
| 75° 58′ N, 83° 00′ E | Russie                  | Kraï de Krasnoïarsk — Île Troynoy |
| 75° 55′ N, 83° 00′ E | Mer de Kara             | |
| 74° 05′ N, 83° 00′ E | Russie                  | Kraï de Krasnoïarsk — Île Vostochnyy (en) |
| 74° 04′ N, 83° 00′ E | Mer de Kara             | |
| 73° 38′ N, 83° 00′ E | Russie                  | Kraï de Krasnoïarsk Iamalie — à partir de 66° 53′ N, 83° 00′ E Khantys-Mansis — à partir de 62° 36′ N, 83° 00′ E Oblast de Tomsk — à partir de 60° 58′ N, 83° 00′ E Oblast de Novossibirsk — à partir de 56° 31′ N, 83° 00′ E Krai de l'Altai — à partir de 53° 57′ N, 83° 00′ E |
| 50° 54′ N, 83° 00′ E | Kazakhstan              | |
| 47° 05′ N, 83° 00′ E | Chine                   | Xinjiang Tibet — à partir de 35° 29′ N, 83° 00′ E |
| 29° 40′ N, 83° 00′ E | Népal                   | |
| 27° 27′ N, 83° 00′ E | Inde                    | Uttar Pradesh Chhattisgarh — à partir de 23° 52′ N, 83° 00′ E Odisha — from 21° 09′ N, 83° 00′ E Andhra Pradesh — à partir de 18° 23′ N, 83° 00′ E |
| 17° 29′ N, 83° 00′ E | Océan Indien            | |
| 60° 00′ S, 83° 00′ E | Océan Austral           | |
| 66° 15′ S, 83° 00′ E | Antarctique             | Territoire antarctique australien revendiqué par Australie |